# Lee Hong-bin
Dans ce nom coréen, le nom de famille, Lee, précède le nom personnel.
Lee Hong-bin (coréen: 이홍빈, né le 29 septembre 1993), surtout connu sous le nom de Hongbin (coréen: 홍빈), est un chanteur et acteur sud-coréen. Il était membre du boys band sud-coréen VIXX.

## Biographie

### Jeunesse et éducation
Hongbin est né et a grandi à Jayang-dong, Séoul, Corée du Sud. Dans sa famille, Hongbin est le plus jeune de trois enfants; il a deux sœurs plus âgées. Il a étudié à Dong-ah Broadcasting College (maintenant Dong-Ah Institute of Media and Arts).

## Carrière

### Acteur et hôte
En 2013, Hongbin apparaît dans l'épisode 4 du drama de SBS The Heirs avec les autres membres de son groupe. En 2014, Hongbin fait partie du casting de son premier drama à la télévision en tant que rôle secondaire, Yoo Ji-ho avec Go Woo-ri de Rainbow dans Glorious Day de la chaine SBS. Dans la même année Hongbin et N apparaissent en tant que danseurs dans le clip vidéo "Peppermint Chocolate" de K.Will, Mamamoo et Wheesung.
Le 3 mars 2015, Hongbin rejoint Jiyeon de T-ara et Zhou Mi de Super Junior-M comme présentateur de l'émission The Show sur SBS MTV. En août 2015, Hongbin fait partie du casting de son second et futur drama télévisé One and Only You (titre provisoire) en tant que rôle principal, il jouera un leader d'un groupe d'idoles sud-coréen de cinq membres. C'est actuellement en pré-production,.

## Filmographie

### Dramas
| Année | Chaîne        | Titre                      | Rôle         | Note(s)                                    |
| ----- | ------------- | -------------------------- | ------------ | ------------------------------------------ |
| 2013  | SBS           | The Heirs                  | Lui-même     | Caméo avec les membres de VIXX (Épisode 4) |
| 2014  | SBS           | Glorious Day               | Yoo Ji-ho    | Rôle secondaire                            |
| 2015  | SBS           | The Family Is Coming       | Lee Hong-bin | Caméo (Épisode 18)                         |
| 2016  | KBS2          | Moorim School              | Wang Chi-ang | Second rôle masculin principal             |
| 2016  | Naver TV Cast | What’s Up With These Kids? | Jin Si-hwan  | À venir Web-série                          |
| 2017  | SBS           | Wednesday 3:30 p.m         | Yoon Jae-Won | Rôle principale                            |

### Émissions de télévision
| Année | Chaîne    | Titre                                | Note(s)                                                       |
| ----- | --------- | ------------------------------------ | ------------------------------------------------------------- |
| 2015  | SBS MTV   | The Show                             | Co-animateur avec Zhou Mi (Super Junior-M) et Jiyeon (T-ara)  |
| 2015  | KBS2      | Global Request Show - A Song For You | Apparition en tant qu'invité dans l'épisode 11 de la saison 4 |
| 2016  | KBS World | Hello Counselor                      | Invité avec l'équipe de Moorim School (Ép. 257)               |

### Apparition dans des clips vidéos
| Année | Clip vidéo                         | Artiste(s)                |
| ----- | ---------------------------------- | ------------------------- |
| 2012  | "Let This Die" (Extended Eng Ver.) | Brian Joo                 |
| 2012  | "Tease Me"                         | Seo In-guk                |
| 2014  | "Peppermint Chocolate"             | K.Will, MAMAMOO, Wheesung |

### Sources
- (en) Cet article est partiellement ou en totalité issu de l’article de Wikipédia en anglais intitulé « Lee Hong-bin » (voir la liste des auteurs).